# 발칙한 여자들
《발칙한 여자들》은 2006년 7월 29일부터 2006년 9월 24일까지 방영한 MBC 주말 특별 기획 드라마이다.

## 등장인물
- 유호정 - 송미주 역
- 정웅인 - 정석 역
- 임지은 - 김은영 역
- 이기우 - 루키/장우진 역
- 사강 - 고상미 역
- 오주은 - 양다림 역
- 정준하 - 백억년 역
- 장동직 - 양지환 역
- 전원주 - 추길연 역
- 김범 - 정현준 역
- 최우제 - 조태준 역

## 시청률
| 회차   | 방송일          | 시청률(전국) |
| ------ | --------------- | ------------ |
| 제1회  | 2006년 7월 29일 | 10.6%        |
| 제2회  | 2006년 7월 30일 | 9.0%         |
| 제3회  | 2006년 8월 5일  | 8.5%         |
| 제4회  | 2006년 8월 6일  | 10.5%        |
| 제5회  | 2006년 8월 12일 | 11.0%        |
| 제6회  | 2006년 8월 13일 | 11.0%        |
| 제7회  | 2006년 8월 19일 | 11.4%        |
| 제8회  | 2006년 8월 20일 | 11.9%        |
| 제9회  | 2006년 8월 26일 | 12.6%        |
| 제10회 | 2006년 8월 27일 | 13.7%        |
| 제11회 | 2006년 9월 2일  | 13.7%        |
| 제12회 | 2006년 9월 3일  | 14.2%        |
| 제13회 | 2006년 9월 9일  | 13.4%        |
| 제14회 | 2006년 9월 10일 | 13.8%        |
| 제15회 | 2006년 9월 16일 | 12.5%        |
| 제16회 | 2006년 9월 17일 | 15.3%        |
| 제17회 | 2006년 9월 23일 | 12.8%        |
| 제18회 | 2006년 9월 24일 | 15.4%        |

## 연장
- 2006년 8월 30일 발칙한 여자들 방영 분량이 16부작에서 2회 연장되어 18부작으로 변경.확정되었는데 후속작 환상의 커플 캐스팅 문제[1] 등을 고려한 것으로 풀이된다.